# Le Grand Bazar (série télévisée)
 (juillet 2019).
Si vous disposez d'ouvrages ou d'articles de référence ou si vous connaissez des sites web de qualité traitant du thème abordé ici, merci de compléter l'article en donnant les références utiles à sa vérifiabilité et en les liant à la section « Notes et références ».
Pour les articles homonymes, voir Le Grand Bazar (homonymie).
Le Grand Bazar est une série télévisée française en six épisodes de 52 minutes créée par Frédéric Dantec et Baya Kasmi, diffusée du 25 juin au 16 juillet 2019 sur M6 et rediffusée du 20 juillet au 3 août 2019 sur 6ter.

## Fiche technique
- Création : Frédéric Dantec et Baya Kasmi
- Réalisation : Baya Kasmi
- Scénario : Baya Kasmi, Frédéric Dantec, Michel Leclerc, Lyes Salem, Sarah Kaminsky
- Société de production : Elephant Story
- Directeur de la photographie : Benjamin Louet
- Son : Laurent Benaïm
- Montage : Joël Bochter et Quentin Boulay
- Musique : Jérôme Bensoussan et David Gubitsch
- Genre : Comédie
- Durée : 6 × 52 min
- Pays d'origine :  France

## Distribution
- Grégory Montel : Nicolas
- Julia Piaton : Marie
- Nailia Harzoune : Samia
- Lyes Salem : Mohamed
- Biyouna : Khaddoudj
- Djemel Barek : Nacer
- Christiane Millet : Solange
- François Levantal : Jacques
- Julia Faure : Sara
- Grégoire Oestermann : Georges
- Raphaël Lenglet : Pascal
- Chryssa Florou : Carole
- Jeanne Arènes : Sylvie
- Maxence Lapérouse : José
- Ramzy Bedia : La voix du bébé
- Gernina Mombili : Gigi

## Audiences
En France, la série est diffusée les mardis, à partir du 25 juin 2019. Un épisode dure environ 1 h (publicités incluses), soit une diffusion de 21 h 5 à 23 h 5.
| Épisode                   | Jour et horaire de diffusion | Nombre de téléspectateurs | Part de marché (sur les 4 ans et plus) | Classement des audiences | Référence |
| ------------------------- | ---------------------------- | ------------------------- | -------------------------------------- | ------------------------ | --------- |
| 1                         | Mardi 25 juin 2019           | 1 806 000                 | 8,7 %                                  | 5e                       | [ 1 ]     |
| 2                         | Mardi 25 juin 2019           | 1 370 000                 | 7,5 %                                  | 5e                       | [ 1 ]     |
| 3                         | Mardi 9 juillet 2019         | 1 073 000                 | 5,5 %                                  | 5e                       | [ 2 ]     |
| 4                         | Mardi 9 juillet 2019         | 957 000                   | 5,8 %                                  | 5e                       | [ 2 ]     |
| 5                         | Mardi 16 juillet 2019        | 982 000                   | 5,3 %                                  | 5e                       | [ 3 ]     |
| 6                         | Mardi 16 juillet 2019        | 848 000                   | 5,2 %                                  | 5e                       | [ 3 ]     |
| Bilan de la saison (M6)   | Bilan de la saison (M6)      | 1 173 000                 | 6,3 %                                  | -                        | -         |
|                           |                              |                           |                                        |                          |           |
| 1                         | Samedi 20 juillet 2019       | 74 000                    | 0,5 %                                  | 19e                      | [ 4 ]     |
| 2                         | Samedi 20 juillet 2019       | 74 000                    | 0,5 %                                  | 19e                      | [ 4 ]     |
| 3                         | non-diffusés                 | non-diffusés              | non-diffusés                           | non-diffusés             | [ 5 ]     |
| 4                         | non-diffusés                 | non-diffusés              | non-diffusés                           | non-diffusés             | [ 5 ]     |
| 5                         | non-diffusés                 | non-diffusés              | non-diffusés                           | non-diffusés             | [ 5 ]     |
| 6                         | non-diffusés                 | non-diffusés              | non-diffusés                           | non-diffusés             | [ 5 ]     |
| Bilan de la saison (6ter) | Bilan de la saison (6ter)    | 74 000                    | 0,5 %                                  | -                        | -         |

Légende :
- plus hauts scores d'audiences
- plus bas scores d'audiences